# Cronologia della storia dell'Australia
Questa è una cronologia della storia australiana, che comprende importanti cambiamenti legali e territoriali ed eventi politici in Australia e nei suoi Stati predecessori. Per leggere i retroscena di questi eventi, vedi storia dell'Australia. Vedi anche l'elenco dei primi ministri australiani.

## XVI secolo
| Anno | Evento |
| ---- | --- |
| 1521 | Diversi scrittori hanno affermato che le spedizioni portoghesi visitarono l'Australia in questo periodo. Tuttavia, gli storici generalmente non si trovano d'accordo e le prove rimangono controverse (fino al 1522). |

## XVII secolo
| Anno | Data            | Evento |
| ---- | --------------- | --- |
| 1606 | Febbraio/ marzo | La nave Duyfken della Compagnia olandese delle Indie orientali con capitano Willem Janszoon, esplora la costa occidentale della penisola di Cape York, vicino a quella che oggi è Weipa. Questo è il primo approdo registrato da un europeo sul suolo australiano. |
| 1606 | Agosto          | Il marinaio portoghese o spagnolo Luís Vaez de Torres naviga attraverso lo stretto di Torres, tra l'Australia e la Nuova Guinea, lungo la costa meridionale di quest'ultima. Torres riferisce di "secche", alcune delle quali sarebbero gli atolli più settentrionali della Grande Barriera Corallina. |
| 1616 | 25 ottobre      | Il capitano olandese Dirk Hartog sull'Eendracht effettua il secondo approdo registrato da un europeo sull'Isola di Dirk Hartog, sulla costa occidentale dell'Australia. Lascia una targa commemorativa, la Targa di Hartog. |
| 1618 | luglio          | La nave VOC Mauritius al comando del commissario di bordo Willem Janszoon, sbarca vicino a Capo Nord-Ovest, vicino alla moderna città di Exmouth, e dà il nome al Willem's River, in seguito ribattezzato Fiume Ashburton. |
| 1622 | 1 maggio        | La nave inglese Tryall avvista Point Cloates sulla costa occidentale dell'Australia. |
| 1622 | 25 maggio       | Il Tryall naufraga su Tryal Rocks, a nord-ovest delle isole Montebello, l'equipaggio trascorre sette giorni a riva prima di salpare con una scialuppa per Bantam a Giava: questo è stato il primo naufragio registrato nelle acque australiane e il primo soggiorno prolungato in Australia da parte degli europei. |
| 1623 |                 | Il capitano olandese Jan Carstenszoon naviga il golfo di Carpentaria a bordo della Pera e di Arnhem. L'Arnhem attraversa il golfo per raggiungere e dare il nome a Groote Eylandt. |
| 1629 | 4 giugno        | La nave VOC Batavia naufraga su Houtman Abrolhos, al largo di Geraldton. Ne segue un ammutinamento e almeno 110 uomini, donne e bambini furono assassinati. Prima struttura europea in Australia - Wiebbe Hayes Stone Fort sull'isola di West Wallabi. |
| 1642 |                 | L'esploratore olandese Abel Tasman esplora la costa occidentale della Tasmania, sbarca sulla sua costa orientale e chiama l'isola Anthoonij van Diemenslandt. |
| 1656 | 28 aprile       | Nel 1656 il Vergulde Draeck colpisce una barriera corallina sommersa a metà strada tra quelle che ora sono le città costiere di Seabird e Ledge Point, nell'Australia occidentale. A bordo ci sono 193 membri dell'equipaggio, otto scatole di monete d'argento del valore di 78 600 fiorini e merci commerciali per un valore di 106 400 fiorini. Si ritiene che muoiano 118 dei 193 membri dell'equipaggio. Gli iniziali 75 sopravvissuti, tra cui il capitano della nave Pieter Albertszoon e il timoniere, arrivano a riva. Hanno con sé la barca della nave, una dutch barge, insieme a una piccola quantità di provviste e scorte. In seguito alla denuncia della perdita, la Compagnia olandese delle Indie orientali ha condotto numerosi tentativi di salvataggio. |
| 1681 |                 | Il navigatore inglese John Daniel sulla New London traccia la costa occidentale dell'Australia, tra cui l'Isola Rottnest e il Wallabi Group dell'Houtman Abrolhos. |
| 1688 |                 | L'esploratore inglese William Dampier esplora la costa occidentale dell'Australia. |
| 1696 |                 | L'esploratore olandese Willem de Vlamingh percorre la costa sud-occidentale dell'Australia, approdando all'isola di Rottnest e al sito dell'attuale città di Perth. |

## XVIII secolo
| Anno | Data | Evento |
| ---- | --- | --- |
| 1770 | | La spedizione del tenente inglese James Cook sulla HMS Endeavour traccia la costa orientale e la rivendica per la Corona britannica. L'Australia viene soprannominata "terra nullius" ovvero, secondo i precetti giuridici europei dell'epoca, non era stata reclamata da nessuna nazione sovrana. |
| 1787 | 13 maggio | La Prima Flotta di 11 navi, guidata dal Governatore Arthur Phillip, lascia la Gran Bretagna per dirigersi verso l'Australia e dare inizio alla colonizzazione europea. |
| 1788 | 3 gennaio | Il Capitano della Prima Flotta Arthur Phillip, avendo deciso di partire prima del resto della flotta per prepararsi per il nuovo insediamento, avvista la costa della Terra di Van Diemen. |
| 1788 | 18 gennaio | Alle 14:15, il brigantino HMS Supply ancora sul lato settentrionale di Botany Bay inizia a esplorare la campagna circostante ed entra in contatto con gli aborigeni australiani. |
| 1788 | 19 gennaio | Nella mattinata, le navi Alexander, Friendship e Scarborough arrivano a Botany Bay, osservate da un grande numero di indigeni australiani riunitosi a Solander Point. |
| 1788 | 20 gennaio | Le rimanenti sette navi della Prima Flotta, guidate dalla HMS Sirius, ancorano a Botany Bay. |
| 1788 | 21 gennaio | Trovando inadeguata Botany Bay come insediamento, il Capitano Arthur Phillip parte per cercare un altro luogo. Successivamente dice a Lord Sydney, il Segretario di Stato britannico: "Siamo arrivati a Port Jackson nel primo pomeriggio e abbiamo avuto la soddisfazione di trovare il più bel porto del mondo, in cui un migliaio di vascelli possono navigare in perfetta sicurezza." Sceglie una baia con un ruscello e la chiama Sydney Cove.                                                          |
| 1788 | 24 gennaio | Le navi francesi Boussole e Astrolabe comandate da Jean-François de La Pérouse appaiono a Botany Bay. |
| 1788 | 25 gennaio | Il Capitano Phillip salpa da Botany Bay sulla Supply e la sera raggiunge Sydney Cove. |
| 1788 | 26 gennaio | In prima mattinata, il Capitano Phillip porta una comitiva sulla terraferma a Sydney Cove, alza i colori britannici e proclama formalmente la sovranità britannica sul Nuovo Galles del Sud. Questo giorno viene oggi celebrato come Australia Day. Durante una cerimonia, al tramonto, Phillip e gli ufficiali brindano alla salute del re e della famiglia reale e per il successo della nuova colonia. Nel frattempo, La Pérouse entra a Botany Bay mentre le navi britanniche si preparano ad andarsene. |
| 1788 | 27 gennaio | Dei carcerati sbarcano a Sydney Cove e aiutano a sgombrare il terreno. |
| 1788 | 28 gennaio | 17 mogli di marine e 14 bambini sbarcano dalla Prince of Wales. Sono le prime donne e i primi bambini ad approdare. Viene portato a terraferma il primo bestiame. |
| 1788 | 3 febbraio | Il Reverendo Richard Johnson tiene il primo servizio religioso della colonia "sull'erba". |
| 1788 | 6 febbraio | Le donne detenute arrivano sulla terraferma. Ne segue una "scena di dissolutezza e rivolta", accompagnata da un violento temporale. |
| 1788 | 7 febbraio | L'intera comitiva si assembla sul lato occidentale di Sydney Cove, dove il vice giudice-avvocato David Collins legge la commissione del Re che stabilisce il governo di Phillip sulla colonia e le lettere patenti che stabiliscono la corte civile e criminale. Phillip si rivolge ai detenuti, augurando loro "ravvedimento, felicità e prosperità in questo nuovo paese". |
| 1788 | 11 febbraio | Alla prima corte criminale, Samuel Barnsley viene condannato a 150 frustate per aggressione e Thomas Hill all'isolamento su una piccola isola rocciosa in cima alla baia per aver rubato del pane. |
| 1788 | 14 febbraio | Il tenente Philip Gidley King parte con una comitiva di 23 persone di cui 15 detenuti, sulla Supply per trovare un insediamento sull'Isola Norfolk, dove verrebbe raccolto il lino nativo e altre piante verrebbero cresciute. |
| 1788 | 17 febbraio | Il Reverendo Johnson celebra la Santa Comunione per la prima volta nella colonia, secondo i riti della chiesa d'Inghilterra. La Comunione avviene nella tenda del tenente Ralph Clark. Il tenente Henry Ball, comandante della Supply che si dirige all'Isola Norfolk, scopre un'isola che chiama come l'ammiraglio conte Howe. |
| 1788 | 27 febbraio | Thomas Barratt viene impiccato per aver rubato nei negozi, è la prima esecuzione. |
| 1788 | 29 febbraio | James Freeman viene perdonato per aver rubato della farina, a condizione di diventare boia. |
| 1788 | 2 marzo | Phillip decide di esplorare Broken Bay. Durante questo viaggio visita e dà il nome a Pittwater. |
| 1788 | 6 marzo | Il tenente King prende il possesso dell'Isola Norfolk. Viene fondato un insediamento britannico. |
| 1788 | 10 marzo | Le due navi francesi lasciano Botany Bay e vengono distrutte in seguito vicino a Santa Cruz (Isole Salomone). |
| 1788 | Marzo | Phillip emette il primo stato di protezione del governo: non deve essere tagliato nessun albero entro 15 metri dal torrente che scorre a Sydney Cove. |
| 1788 | 26 aprile | Un gruppo esplorativo guidato da Phillip avvista e dà il nome alle Blue Mountains. |
| 1788 | 6 maggio | In seguito a un'epidemia di scorbuto, la HMS Supply parte per l'isola di Lord Howe per catturare tartarughe per integrare le provviste di carne dell'insediamento. Non riuscendo a catturarne nessuna, ritorna il 25 maggio. |
| 1788 | 21 maggio | Degli aborigeni uccidono un detenuto e ne feriscono gravemente un altro. |
| 1788 | 30 maggio | I corpi di due uomini vengono trovati trapassati da delle lance e picchiati, una evidente vendetta per aver rubato una canoa appartenente agli aborigeni. Il giorno successivo Phillip guida un gruppo di persone a catturare i colpevoli, ma non è in grado di identificarli. |
| 1788 | Giugno | Due tori e quattro mucche si allontanano dall'insediamento e vengono persi, a causa della negligenza di un detenuto che li avrebbe dovuti controllare. |
| 1788 | 5 luglio | In un comunicato al sottosegretario di stato, Evan Nepean, Phillip registra le razioni per i marines e i detenuti maschi. Per sette giorni ciascuno ha ricevuto 7 libbre di pane oppure 7 libbre di farina, 7 libbre di manzo o maiale, 6 once di burro, 1 libbra di farina o 12 libbre di riso. Le donne hanno ricevuto due terzi del totale e i bambini generalmente un terzo. |
| 1788 | 20 agosto | Il tenente William Bligh sulla HMS Bounty, in viaggio verso Tahiti, àncora ad Adventure Bay, nella Terra di Van Diemen. Il gruppo pianta alberi di mele, noccioli di frutta e diverse verdure prima di partire il 4 settembre. |
| 1788 | 28 settembre | Phillip decide di inviare la HMS Sirius a Città del Capo a causa della urgente necessità di scorte di cibo. |
| 1788 | Settembre | L'ultima mucca rimasta viene uccisa. |
| 1788 | 2 novembre | Un gruppo di marines dei Corpi di marina del New South Wales e dieci detenuti partono per fondare un insediamento agricolo a Rose Hill (successivamente chiamata Parramatta). |
| 1788 | 19 novembre | Le ultime due navi della Prima Flotta, Golden Grove e Fishburn, partono per l'Inghilterra con comunicati e rapporti. |
| 1788 | 11 dicembre | Phillip parte per esplorare Botany Bay, in cui esamina i fiumi Cooks, Georges e Woronora. |
| 1788 | 31 dicembre | Siccome gli aborigeni australiani non possono essere fatti entrare nell'insediamento, uno di essi, Arabanoo viene catturato e tenuto in isolamento. Philip spera di imparare la sua lingua per promuovere buone relazioni tra gli aborigeni australiani e gli europei. |
| 1790 | 3–28 giugno | Arrivano cinque delle sei navi della Seconda Flotta. La colonia viene colpita da una crisi di cibo. |
| 1791 | 9 luglio | Arriva la prima nave della Terza Flotta a Sydney Cove. |
| 1792 | | Due navi francesi, Recherche ed Espérance, ancorano alla Baia della Recherch, vicino al punto più meridionale della Tasmania. |
| 1792 | Il Governatore Philip fa ritorno in Inghilterra, accompagnato da Bennelong, che diventa la prima persona nata in Australia a viaggiare in Europa. | |
| 1797 | | Sydney Cove naufraga e dei sopravvissuti viaggiano dallo stretto di Bass verso Port Jackson, permettendo il salvataggio degli altri. Questo naufragio permette di ampliare la conoscenza della geografia dell'Australia. |
| 1798 | | George Bass e Matthew Flinders salpano da Sydney e circumnavigano la Tasmania, provando così che si tratta di un'isola. (fino al 1799) |

## XIX secolo
| Anno | Data | Evento |
| ---- | --- | --- |
| 1803 | | Matthew Flinders completa la prima circumnavigazione del continente (conosciuto ancora come "Nuova Olanda"). |
| 1804 | | Il tenente John Bowen fonda un insediamento a Risdon sul fiume Derwent nella terra di Van Diemen. |
| 1804 | 4–5 marzo | La ribellione dei detenuti di Castle Hill, conosciuta anche come seconda battaglia di Vinegar Hill, avviene nel Nuovo Galles del Sud. |
| 1804 | 20 febbraio | L'insediamento di Risdon viene spostato a Sullivan's Cove (ora Hobart) dal colonnello David Collins. |
| 1808 | | La ribellione del Rum. |
| 1813 | | Blaxland, Lawson e Wentworth attraversano le Blue Mountains. |
| 1813 | Matthew Flinders si riferisce al Nuovo Galles del Sud con il nome di "Australia". | |
| 1817 | | John Oxley esplora il fiume Lachlan. |
| 1817 | Apre la prima banca australiana, la Banca del Nuovo Galles del Sud a Macquarie Place, Sydney. (la banca diventa Westpac nel 1982). | |
| 1817 | Il Governatore Lachlan Macquarie chiede all'Ammiragliato britannico di usare il nome "Australia" invece di "Nuova Olanda". | |
| 1818 | | Oxley esplora il fiume Macquarie. |
| 1824 | | Viene fondata una colonia penale nel golfo di Moreton, oggi la città di Brisbane. |
| 1824 | Le isole Bathurst e Melville vengono annesse. | |
| 1824 | Viene dato il permesso di cambiare il nome del continente da "Nuova Olanda" ad "Australia". | |
| 1824 | La spedizione di Hume e Hovell viaggia via terra verso la baia di Port Phillip e trova il fiume Murray. | |
| 1825 | | Il confine occidentale del Nuovo Galles del Sud viene esteso a 129 gradi est. Viene proclamata la Terra di Van Diemen. |
| 1826 | 26 dicembre | Il Nuovo Galles del Sud fonda il primo insediamento nell'Australia Occidentale a King George Sound come un presidio militare sostenuto da detenuti, chiamato Fredrick Town ma rinominato Albany nel 1832. |
| 1827 | 21 gennaio | L'intera Australia viene proclamata territorio britannico quando il maggiore Edmund Lockyer annette formalmente la zona occidentale durante una cerimonia a King George Sound. |
| 1829 | | Charles Sturt esplora il fiume Darling. |
|      | 2 maggio | Il capitano Charles Fremantle si impossessa della zona occidentale dell'Australia per la corona britannica. |
|      | 12 agosto | Viene fondato l'insediamento di Perth. |
| 1830 | | Sturt arriva a Goolwa, dopo aver esplorato il fiume Murray. |
|      | 7 ottobre | Viene lanciata la Black Line, un'enorme offensiva militare di sei settimane, utilizzando dei cordoni mobili per guidare tutti gli aborigeni della Tasmania dai centri abitati della colonia alla penisola della Tasmania. |
| 1831 | 7 marzo | L'amministrazione di King George Sound passa a Swan River Colony, i detenuti ritornano al Nuovo Galles del Sud. |
| 1831 | 18 aprile | The Sydney Herald (che in seguito diventerà The Sydney Morning Herald) viene pubblicato per la prima volta. |
| 1832 | | Swan River Colony cambia il suo nome in Australia Occidentale. |
| 1833 | | La colonia penale di Port Arthur viene fondata nella Terra di Van Diemen. |
| 1834 | | I martiri di Tolpuddle vengono trasportati a Sydney e Hobart. |
| 1835 | 30 agosto | John Batman e John Pascoe Fawkner fondano un insediamento nella baia di Port Phillip, ora la città di Melbourne. |
| 1835 | William Wentworth fonda la Australian Patriotic Association, il primo partito politico dell'Australia, per richiedere la democrazia per il Nuovo Galles del Sud. | |
| 1836 | 28 dicembre | La provincia dell'Australia Meridionale proclama il suo confine occidentale a 132° E. |
| 1838 | | I primi coloni prussiani arrivano nell'Australia Meridionale; è il più grande gruppo di migranti non britannici in Australia del tempo. |
| 1839 | | Paul Edmund Strzelecki diventa il primo europeo a scalare e dare il nome alla vetta più alta dell'Australia, il monte Kosciuszko. |
|      | 9 settembre | La HMS Beagle salpa verso Darwin Harbour mentre sorveglia la zona. John Clements Wickham nomina l'area porto di Darwin in onore dell'ex compagno di bordo Charles Darwin. L'insediamento diventa la città di Palmerston nel 1869 e viene rinominata Darwin nel 1911. |
| 1840 | | Viene fondata la prima autorità comunale dell'Australia, la città di Adelaide, seguita dalla città di Sydney. |
| 1841 | 1 luglio | La Nuova Zelanda viene proclamata colonia separata, non più parte del Nuovo Galles del Sud. |
| 1842 | | Viene scoperto del rame a Kapunda nell'Australia Meridionale. |
| 1843 | | Si tengono le prime elezioni parlamentari dell'Australia per il Consiglio Legislativo del Nuovo Galles del Sud (potevano votare solo gli uomini con una determinata ricchezza o proprietà). |
| 1845 | 4 agosto | La nave Cataraqui naufraga al largo dell'isola King nello stretto di Bass. Si tratta del peggior disastro marittimo civile dell'Australia, con la perdita di 406 vite. |
| 1845 | Viene scoperto il rame a Burra nell'Australia Meridionale. | |
| 1849 | 1 giugno | L'Australia Occidentale diventa una colonia penale. |
| 1850 | | L'Australian Colonies Government Act concede costituzioni rappresentative a Nuovo Galles del Sud, Victoria, Australia Meridionale e Tasmania. Queste colonie iniziano a scrivere costituzioni che danno origine a parlamenti democraticamente progressivi. |
| 1850 | 1 ottobre | Viene fondata la prima università australiana, l'Università di Sydney. |
| 1851 | 1 luglio | Victoria viene separato dal Nuovo Galles del Sud. |
| 1851 | Ha inizio la corsa all'oro di Victoria quando viene trovato dell'oro a Summerhill Creek e Ballarat. | |
| 1851 | 15 dicembre | Forest Creek Monster Meeting di minatori a Chewton vicino a Castlemaine. |
| 1853 | | Primi battelli a vapore sul fiume Murray. Dall'Australia Meridionale, la Lady Augusta capitanata da Francis Cadell raggiunge Swan Hill mentre la Mary Ann capitanata da William Randell, arriva fino a Moama (vicino a Echuca). |
| 1853 | Bendigo Petition e Red Ribbon Rebellion a Bendigo. | |
| 1854 | 3 dicembre | Ha luogo l'Eureka Stockade. |
| 1855 | | Termina il trasporto di detenuti all'isola Norfolk. |
| 1855 | Tutti gli uomini di età maggiore di 21 anni ottengono il diritto di voto in Australia Meridionale. | |
| 1856 | 1 gennaio | La Terra di Van Diemen cambia nome in Tasmania. |
| 1857 | | Il Comitato di Victoria afferma che sarebbe nell'interesse di tutte le colonie in crescita un'"unione federale". Tuttavia, non c'è abbastanza interesse o entusiasmo per fare passi avanti verso un'unione di colonie. |
| 1857 | Gli uomini di Victoria ottengono il diritto di voto. | |
| 1858 | | Sydney e Melbourne vengono collegate grazie a un telegrafo elettrico. |
| 1858 | Gli uomini del Nuovo Galles del Sud ottengono il diritto di voto. | |
| 1859 | 6 agosto | La SS Admella naufraga sulla costa sud-orientale dell'Australia Meridionale causando la morte di 89 persone. |
| 1859 | Viene codificato il football australiano e viene fondato il Melbourne Football Club. | |
| 1859 | 6 giugno | Il Queensland viene separato dal Nuovo Galles del Sud con il confine occidentale a 141° E. |
| 1860 | | John McDouall Stuart raggiunge il centro del continente. Il confine dell'Australia Meridionale cambia da 132° E a 129° E. |
| 1861 | | Avviene la spedizione di Burke e Wills dall'epilogo drammatico. |
| 1861 | Viene introdotto lo sci in Australia dai norvegesi nei Monti Nevosi della città della corsa all'oro Kiandra. | |
| 1862 | | Stuart raggiunge Darwin, fondandovi un insediamento. Il confine occidentale del Queensland viene spostato a 139° E. |
| 1863 | | L'Australia Meridionale prende il controllo del Territorio del Nord che era precedentemente parte della colonia del Nuovo Galles del Nord. |
| 1864 | | Grande incendio di Brisbane. |
| 1867 | | Viene scoperto dell'oro a Gympie, nel Queensland. |
| 1867 | Santa Mary MacKillop fonda le Suore di San Giuseppe del Sacro Cuore di Gesù. | |
| 1868 | | Termina il trasporto di detenuti in Australia Occidentale. |
| 1869 | | I figli degli aborigeni australiani e discendenti degli isolani di Torres Strait vengono rimossi dalle famiglie da parte delle agenzie governative statali e australiane. Questa pratica dura 100 anni ed è conosciuta come la generazione rubata. |
| 1872 | 22 agosto | Apre la linea telegrafica transaustraliana che collega Darwin e Adelaide. |
| 1873 | | Uluru viene avvistata per la prima volta dagli europei e chiamata Ayers Rock. |
| 1875 | 24 febbraio | La SS Gothenburg colpisce la barriera corallina a Bowen, Queensland e affonda, causando la morte di 102 persone. |
| 1875 | Settembre | L'Adelaide Steamship Company viene costituita. |
| 1878 | | Cominciano a operare i primi tram trainati da cavalli in Australia ad Adelaide. |
| 1879 | | Si tiene il primo congresso dei sindacati. |
| 1880 | 11 novembre | Il bushranger Ned Kelly viene impiccato. |
| 1880 | I parlamentari di Victoria diventano i primi in Australia a essere pagati per il proprio lavoro. | |
| 1882 | | Comincia a operare il primo servizio di fognatura a base d'acqua in Australia ad Adelaide. |
| 1883 | | Apertura della ferrovia Sydney–Melbourne. |
| 1883 | Viene scoperto dell'argento a Broken Hill. | |
| 1887 | 15–19 marzo | Viene giocata la prima gara di Test cricket tra Australia e Inghilterra sul Melbourne Cricket Ground. |
| 1887 | Entrano in funzione i primi treni passeggeri intercoloniali tra Adelaide e Melbourne. | |
| 1887 | Viene scoperto dell'oro a Southern Cross, Australia Occidentale. | |
| 1888 | | Louisa Lawson fonda The Dawn: A Journal for Australian Women. |
| 1889 | | Completamento della rete ferroviaria tra Adelaide, Brisbane, Melbourne e Sydney. |
| 1889 | 24 ottobre | Sir Henry Parkes tiene l'orazione Tenterfield. |
| 1890 | | L'Australian Federation Conference chiede una convenzione costituzionale. |
| 1890 | 26 aprile | Banjo Paterson pubblica "The Man from Snowy River". |
| 1891 | | Una Convenzione Nazionale Australiana si incontra e concorda sull'adottare il nome "il Commonwealth d'Australia", redigendo anche una costituzione. |
| 1891 | Viene redatta una prima costituzione federale. | |
| 1891 | La Convenzione adotta la costituzione, nonostante non abbia stato giuridico. | |
| 1891 | Una grave depressione colpisce l'Australia. | |
| 1893 | | La Conferenza di Corowa lancia un appello ai parlamenti delle colonie per far passare leggi di autorizzazione, che permettano l'elezione di delegati per una nuova convenzione costituzionale con obiettivo la redazione di una proposta per poi sottoporla a referendum in ogni colonia. |
| 1894 | | L'Australia Meridionale diventa la prima colonia australiana, e la seconda del mondo, a concedere alle donne il diritto di voto, oltre a essere il primo Parlamento nel mondo a permettere alle donne di candidarsi. |
| 1895 | | I primi ministri, tranne quelli del Queensland e dell'Australia Occidentale, concordano nell'implementare le proposte di Corowa. |
| 1895 | "Waltzing Matilda" viene cantata per la prima volta in pubblico a Winton, Queensland. | |
| 1896 | | La Conferenza di Bathurst (la seconda "convenzione popolare") si incontra per discutere il progetto di costituzione del 1891. |
| 1897 | | La Seconda Convenzione Nazionale Australiana si incontra in due sedute (con i rappresentanti di tutte le colonie tranne il Queensland). Concordano di adottare una costituzione basata sul progetto del 1891, revisionarla e ritoccarla lo stesso anno. Catherine Helen Spence diventa la prima donna candidata a proporsi per un incarico politico, presentandosi alle elezioni come rappresentante dell'Australia Meridionale. |
| 1898 | | La Convenzione concorda di mettere a referendum la bozza finale. |
| 1898 | Dopo una serie di dibattiti pubblici, il risultato del referendum di Victoria, dell'Australia Meridionale e della Tasmania è positivo; il referendum del Nuovo Galles del Sud fallisce per poco. In seguito, il Nuovo Galles del Sud vota "sì" durante un secondo referendum. | |
| 1899 | | Viene presa la decisione di collocare la capitale nazionale nel Nuovo Galles del Sud, ma non entro 100 miglia da Sydney. |
| 1899 | 22 settembre | Viene accettata dal Governo Imperiale l'offerta di truppe da parte del Queensland per la seconda guerra boera. |
| 1899 | 4 novembre | I lancieri del Nuovo Galles del Sud arrivano a Città del Capo da Londra per dare inizio alla partecipazione dell'Australia nella seconda guerra boera. |
| 1899 | 6 novembre | Il contingente australiano per la guerra boera parte da Albany sulla Medic. |
| 1899 | 1–7 dicembre | Il Partito Laburista Australiano ricopre gli incarichi di governo per qualche giorno nel Queensland, diventando il primo partito di sindacato a farlo nel mondo. |
| 1899 | 22 dicembre | L'Australia Occidentale approva appieno il suffragio femminile. |
| 1900 | | Diversi delegati visitano Londra per porre resistenza ai cambiamenti proposti per la costituzione concordata. |
| 1900 | La costituzione viene approvata dal Parlamento del Regno Unito come programma per la legge costituzionale dell'Australia e riceve l'approvazione reale. | |

## XX secolo
| Anno | Data | Evento |
| ---- | --- | --- |
| 1901 | 1 gennaio | L'Australia diventa una federazione. Edmund Barton diventa il primo primo ministro dell'Australia; il I marchese di Linlithgow diventa governatore generale. La peste nera colpisce l'Australia, più di 100 persone perdono la vita a Sydney. |
| 1901 | Il primo parlamento si incontra al Palazzo del Parlamento a Melbourne. | |
| 1901 | L'Immigration Restriction Act viene introdotto, costituendo la base della politica dell'Australia bianca. | |
| 1901 | Viene fatta sventolare per la prima volta la bandiera nazionale australiana. | |
| 1902 | | Il Franchise Act permette alle donne di votare alle elezioni federali (a questo punto, la maggior parte degli Stati l'aveva già permesso). Tuttavia, esclude la maggior parte dei gruppi di persone di origine non europea, inclusi gli aborigeni, a meno che non si fossero già registrati per votare.                                                                                            |
| 1902 | Re Edoardo VII approva il disegno della bandiera australiana. | |
| 1902 | 27 febbraio | Breaker Morant viene giustiziato per aver sparato a boeri che si erano arresi. |
| 1903 | 25 agosto | La Corte Suprema dell'Australia viene fondata con Samuel Griffith come primo Presidente della Corte. |
| 1903 | Il Defence Act conferisce al governo federale il pieno controllo dell'Australian Army. | |
| 1903 | 16 dicembre | Elezione federale australiana del 1903: Alfred Deakin viene eletto come secondo primo ministro dell'Australia. |
| 1904 | | La città di Dalgety, Nuovo Galles del Sud viene scelta come nuova capitale nazionale. |
| 1904 | Chris Watson costituisce il primo governo (minoritario) laburista federale. | |
| 1904 | 27 aprile | Deakin si dimette e Chris Watson assume l'incarico di terzo primo ministro dell'Australia. |
| 1904 | 18 agosto | George Reid diventa il quarto primo ministro australiano. |
| 1905 | 5 luglio | Alfred Deakin ritorna al suo incarico di primo ministro. |
| 1906 | | L'Australia prende il controllo della Nuova Guinea a sud-est. |
| 1906 | 12 dicembre | Elezione federale australiana del 1906: Alfred Deakin viene rieletto. |
| 1908 | | Dorothea Mackellar pubblica My Country. |
| 1908 | La proposta di Dalgety come capitale nazionale viene revocata e al suo posto viene scelta Canberra. | |
| 1908 | 27 agosto | Nascita di Donald Bradman a Cootamundra, Nuovo Galles del Sud. |
|      | 13 novembre | Andrew Fisher diventa il quinto primo ministro dell'Australia. |
| 1909 | | Viene effettuato il primo volo di un velivolo a motore in Australia. |
| 1909 | 2 giugno | Alfred Deakin diventa primo ministro. |
| 1910 | | Andrew Fisher costituisce il primo governo laburista federale di maggioranza. |
| 1910 | 29 aprile | Andrew Fisher diventa primo ministro. |
| 1911 | | La Royal Australian Navy viene fondata. |
| 1911 | Il Territorio del Nord diventa soggetto al controllo del Commonwealth e viene diviso dall'Australia Meridionale. | |
| 1911 | Viene effettuato il primo censimento nazionale. | |
| 1911 | Viene proclamato il Territorio della Capitale Australiana. | |
| 1912 | Luglio | L'Australia manda donne per la prima volta ai Giochi olimpici. |
| 1912 | 22 ottobre | La Central Flying School RAAF viene fondata e rappresenta le fondamenta dell'attuale forza militare, la Royal Australian Air Force. |
|      | | Walter Burley Griffin vince un concorso di progettazione per la nuova città di Canberra. |
| 1913 | 20 febbraio | Viene posta la prima pietra della città di Canberra. |
| 1913 | 20 marzo | Canberra viene nominata ufficialmente Capitale dell'Australia. |
|      | 31 maggio | Elezione federale australiana del 1913: Joseph Cook viene eletto come sesto primo ministro dell'Australia. |
| 1914 | | Vengono inviati soldati australiani a combattere nella prima guerra mondiale. Rappresenta la prima volta in cui gli australiani combattono per la bandiera australiana e non per quella britannica. |
| 1914 | 17 settembre | Andrew Fisher diventa primo ministro. |
| 1915 | 25 aprile | Soldati australiani atterrano sulla Baia ANZAC nella penisola di Gallipoli in Turchia. |
| 1915 | Il Territorio della Baia di Jervis, dopo aver compromesso 6 677 ettari, si arrende e diventa parte del Territorio della Capitale Australiana. | |
| 1915 | Il surf viene introdotto per la prima volta in Australia. | |
| 1915 | 27 ottobre | Billy Hughes diventa il settimo primo ministro australiano. |
| 1916 | | Gli hotel vengono costretti a chiudere alle 18, portando all'inizio del "six o'clock swill". |
| 1916 | L'Australia subisce pesanti perdite nella battaglia della Somme del fronte occidentale. | |
| 1916 | La Returned Sailors’ and Soldiers’ Imperial League of Australia, predecessore della Returned and Services League of Australia, viene fondata. | |
| 1916 | Il governo laburista sotto Billy Hughes ha idee contrastanti riguardo alla coscrizione. Viene rifiutato il primo referendum sulla coscrizione. | |
| 1917 | | Viene rifiutato il secondo referendum sulla coscrizione. Viene completata la ferrovia transcontinentale che collega Adelaide a Perth. |
| 1917 | 5 maggio | Elezione federale australiana del 1917: Billy Hughes viene rieletto come primo ministro. |
| 1917 | 31 ottobre | Battaglia di Bersabea: la 4th Light Horse Brigade australiana lancia l'ultima carica di cavalleria dei conflitti moderni per conquistare Bersabea dai turchi ottomani. |
| 1918 | | Battaglia di Amiens: le truppe australiane l'8 agosto conducono un'offensiva contro la Linea Hindenburg: il "giorno più nero per l'esercito tedesco". Il 12 agosto il comandante generale australiano Sir John Monash viene nominato cavaliere sul campo di battaglia da re Giorgio V. |
| 1918 | 11 novembre | Finisce la prima guerra mondiale – 60 000 australiani morti. |
| 1918 | 17 dicembre | Ha luogo la Darwin Rebellion, con 1 000 manifestanti che chiedono le dimissioni dell'Amministratore del Territorio del Nord, John A. Gilruth. |
| 1919 | | Il primo ministro Billy Hughes firma il trattato di Versailles: la prima firma di un trattato internazionale per l'Australia. L'Australia ottiene il mandato della Società delle Nazioni sulla Nuova Guinea tedesca. |
| 1919 | 13 dicembre | Elezione federale australiana del 1919: Billy Hughes viene rieletto primo ministro. |
| 1920 | | La compagnia aerea Qantas viene fondata. |
| 1921 | 12 marzo | Edith Cowan diventa la prima donna a essere eletta in un parlamento australiano. |
| 1922 | | L'ente di beneficenza The Smith Family viene fondato a Sydney. |
| 1922 | 2 settembre | Morte di Henry Lawson all'età di 55 anni. |
|      | 16 dicembre | Elezione federale australiana del 1922: Billy Hughes viene rieletto primo ministro. |
| 1923 | | La Vegemite viene prodotta per la prima volta. |
| 1923 | 9 febbraio | Stanley Bruce diventa l'ottavo primo ministro dell'Australia. |
|      | 28 luglio | Hanno inizio le costruzioni sul Sydney Harbour Bridge. |
| 1925 | 16 dicembre | Elezione federale australiana del 1925: Stanley Bruce viene rieletto primo minsitro. |
| 1926 | | Viene tenuto il primo concorso di Miss Australia. |
| 1927 | 9 maggio | Viene inaugurato formalmente il decimo parlamento a Canberra, finalizzando lo spostamento nella nuova capitale. |
|      | 13 giugno | Slim Dusty (David Kirkpatrick), cantante di musica country e musicista nasce a Kempsey, Nuovo Galles del Sud. |
| 1928 | | Bert Hinkler effettua il primo volo con successo dalla Gran Bretagna all'Australia, e Charles Kingsford Smith effettua il primo volo dagli Stati Uniti all'Australia. Viene costruita la Shrine of Remembrance. |
| 1929 | | L'Australia Occidentale celebra il suo centenario. |
| 1929 | La grande depressione colpisce l'Australia. | |
| 1930 | 6 gennaio | Il battitore del New South Wales Don Bradman ottiene il record mondiale individuale nella first-class di 452 inning not out in una gara del Sheffield Shield contro il Queensland. |
| 1930 | 11 luglio | Durante il terzo test a Leeds contro l'Inghilterra, Don Bradman segna cento punti prima dell'orario dello spuntino, cento prima di pranzo e altri cento entro fine giornata, per un totale di 309. Finì con 334. Nella sua carriera di 52 test, Bradman segna 29 volte cento punti, 12 volte doppi cento e 2 volte tripli cento. Dunque questo è il triplo cento più veloce nella storia dei test. |
|      | 4 novembre | Phar Lap vince la sua unica Melbourne Cup. |
| 1931 | | Sir Douglas Mawson mappa 4 000 miglia della costa antartica e reclama il 42% della massa fredda per l'Australia. |
|      | 23 febbraio | Morte della dama Nellie Melba all'età di 69 anni. |
| 1932 | 19 gennaio | Viene completata la costruzione del Sydney Harbour Bridge. |
| 1932 | 19 marzo | Apre il Sydney Harbour Bridge. |
| 1932 | Il governo laborista cade e Joseph Lyons diventa primo ministro. | |
| 1933 | 8 aprile | L'Australia Occidentale vota in un rerefendum per scindersi dal Commonwealth, ma il voto viene ignorato sia dal Commonwealth sia dai governi britannici. |
| 1935 | 8 novembre | Sir Charles Kingsford-Smith scompare. Aveva 38 anni. |
| 1936 | | L'ultimo tilacino muore. |
| 1937 | | La serie radiofonica Dad and Dave ha inizio. |
| 1938 | 5–12 febbraio | Sydney ospita i Giochi dell'Impero, i predecessori dei Giochi del Commonwealth. |
| 1939 | 13 gennaio | Victoria viene distrutta dagli incendi forestali del Venerdì Nero. |
| 1939 | 7 aprile | Il primo ministro Joseph Lyons muore e viene sostituito da Robert Menzies con il primo governo Menzies. |
| 1939 | Settembre | L'Australia entra nella seconda guerra mondiale in seguito all'invasione della Polonia da parte della Germania. Viene eretta la Seconda Forza Imperiale Australiana. |
| 1939 | Un aereo da guerra costruito dall'Australia, il Wirraway, effettua il primo volo. | |
| 1940 | | Un team di scienziati, con Howard Florey, sviluppa la penicillina. |
| 1940 | L'Italia fascista entra in guerra, la Royal Australian Navy affronta la marina italiana nei primi stadi della battaglia del Mediterraneo. | |
| 1941 | | Tre divisioni della Seconda Forza Imperiale Australiana si uniscono alle operazioni nel Mediterraneo. Dopo un successo iniziale contro l'Italia, la Seconda FIA viene sconfitta dalla Germania in Grecia, Nord Africa e a Creta. |
| 1941 | Apr–Ago, il presidio australiano (Rats of Tobruk) impedisce l'avanzata dei panzer di Hitler per la prima volta durante l'assedio di Tobruch. | |
| 1941 | Menzies si dimette e John Curtin diventa primo ministro durante il Governo Curtin del 1941-1945. | |
| 1942 | Febbraio | Singapore cade, 15 000 australiani diventano prigionieri di guerra dei giapponesi. |
| 1942 | Raid aerei del Giappone – quasi 100 attacchi a zone nel Territorio del Nord, Australia Occidentale e Queensland (fino al 1943). Il bombardamento di Darwin è il più grande attacco all'Australia da parte di poteri esteri. | |
| 1942 | La Royal Australian Navy e la sesta e settima divisione della Seconda FIA vengono richiamate dal teatro del Mediterraneo per partecipare nell'attesa battaglia per l'Australia. | |
| 1942 | La Sparrow Force si cimenta in una serie di guerriglie nella battaglia di Timor. (fino al 1943) | |
| 1942 | 4 maggio – 8 maggio | Battaglia del Mar dei Coralli: gli Stati Uniti e la Royal Australian Navy fermano l'avanzata dei giapponesi verso Port Moresby (territorio australiano della Papuasia). |
| 1942 | 21 luglio– 16 novembre | Battaglia della pista di Kokoda: i soldati australiani fermano la marcia dei giapponesi a Port Moresby. |
| 1942 | Ago–Sep | L'esercito australiano infligge la prima sconfitta all'esercito imperiale giapponese nella battaglia della baia di Milne. |
| 1942 | Lug–Nov | La nona divisione australiana ha un ruolo cruciale nella prima e seconda battaglia di El Alamein, che spostano la campagna del Nordafrica a favore degli Alleati. |
| 1942 | Viene introdotta l'ora legale nazionale come misura di tempo di guerra. | |
| 1942 | 9 ottobre | Lo Statuto di Westminster del Regno Unito viene adottato formalmente dall'Australia. Lo Statuto garantisce formalmente all'Australia il diritto di approvare leggi che vanno in conflitto con quelle del Regno Unito. |
| 1943 | 4 marzo | L'Australia vince il suo primo Oscar, con il direttore della fotografia Damien Parer per il documentario Kokoda Front Line!. |
| 1943 | 2 815 prigionieri di guerra australiani muoiono costruendo la ferrovia della Birmania. | |
| 1943 | L'esercito australiano affronta il Giappone in Nuova Guinea, Wau e nella penisola di Huon. (fino al 1944) | |
| 1944 | 5 agosto | Evasione di Cowra, fuga di massa dalle prigioni giapponesi nel Nuovo Galles del Sud. |
| 1944 | I giapponesi impongono la marcia della morte di Sandakan a 2 000 prigionieri di guerra australiani e britannici – ne sopravvivono solo sei. Rappresenta il peggior crimine di guerra perpetrato contro gli australiani. | |
| 1944 | Le forze australiane combattono contro i presidi giapponesi da Borneo a Bougainville. | |
| 1944 | Il Pharmaceutical Benefits Scheme viene introdotto, fornendo farmaci sovvenzionati a tutti gli australiani. | |
| 1945 | | Viene fondato il Partito Liberale d'Australia con Robert Menzies come suo primo leader. |
| 1945 | Le forze australiane conducono la battaglia del Borneo. | |
| 1945 | 7 maggio | La Germania nazista si arrende. |
| 1945 | Luglio | Il Primo Ministro Curtin muore e viene sostituito brevemente da Frank Forde e poi da Ben Chifley con il suo governo. |
| 1945 | 14 agosto | Il Giappone si arrende. |
| 1945 | L'Australia diventa un membro fondatore delle Nazioni Unite. | |
| 1945 | 26 dicembre 1945 – 3 gennaio 1946 | Viene tenuta la Regata Sydney-Hobart per la prima volta. |
| 1946 | | Il ministro per l'immigrazione Arthur Calwell introduce l'importante programma postbellico di immigrazione. |
| 1946 | Norman Makin viene votato come primo Presidente del Consiglio di sicurezza delle Nazioni Unite. | |
| 1948 | | Il ministro degli affari esteri, Herbert Vere Evatt viene eletto Presidente dell'Assemblea generale delle Nazioni Unite. |
| 1948 | Holden inizia a produrre la sua prima autovettura costruita e progettata in Australia. A causa di problemi finanziari, Holden non produrrà più autovetture in Australia dal 2017. | |
| 1948 | L'Australia diventa firmatario della Dichiarazione universale dei diritti umani. | |
| 1949 | | Viene dato a tutti gli ex-soldati aborigeni e qualsiasi australiano aborigeno con diritto di voto nelle elezioni statali il diritto senza restrizioni di votare nelle elezioni federali. |
| 1949 | 26 gennaio | Viene approvata la legge sulla cittadinanza e la nazionalità. Invece di essere considerati come assoggettati alla Gran Bretagna, la legge stabilisce la cittadinanza australiana per le persone con i requisiti di ammissibilità. |
| 1949 | 17 ottobre | Ha inizio ufficialmente la costruzione del piano idroelettrico Snowy Mountains. |
| 1949 | 10 December | 1949 Australian federal election: Robert Menzies torna al governo. |
| 1950 | | Truppe australiane vengono mandate nella guerra di Corea per assistere la Corea del Sud. (fino al 1953) |
| 1951 | | Gli elettori respingono un referendum per cambiare la Costituzione per permettere al governo Menzies di proibire il Partito Comunista. |
| 1951 | 1 settembre | L'Australia firma il trattato ANZUS con gli Stati Uniti e la Nuova Zelanda. |
| 1952 | 3 ottobre | Operazione Hurricane: primo test nucleare condotto su territorio australiano dal Regno Unito sulla costa dell'Australia Occidentale. |
| 1954 | | Elisabetta II e il principe Filippo visitano il paese; il diplomatico sovietico Vladimir Petrov diserta, portando all'Affare Petrov e a un'altra divisione nel Partito Laburista. |
| 1955 | | Il Partito Laburista Democratico si separa dal Partito Laburista Australiano a causa di preoccupazioni riguardanti l'influenza dei comunisti nel movimento laburista. |
| 1955 | L'Australia rimane coinvolta nell'insurrezione Malaya. | |
| 1955 | Gli hotel del Nuovo Galles del Sud non devono più chiudere alle 18, mettendo fine al "six o'clock swill". | |
| 1956 | 16 settembre | Viene lanciata la televisione in Australia. |
| 1956 | 22 novembre– 8 dicembre | La 16ª edizione dei Giochi olimpici viene tenuta a Melbourne. |
| 1956 | L'artista Barry Humphries presenta Edna Everage sul palco australiano. | |
| 1957 | | La canzone "Wild One" rende Johnny O'Keefe il primo cantante di rock and roll a raggiungere le classifiche nazionali. |
| 1957 | L'hit "A Pub with No Beer" della musica country australiana di Slim Dusty diventa la prima canzone australiana a ottenere successo nelle classifiche internazionali. | |
| 1959 | 1 marzo | Ha inizio la costruzione del teatro dell'opera di Sydney. Finirà per costare $102 milioni. |
| 1962 | | Il Commonwealth Electoral Act di Robert Menzies prevede che tutti gli aborigeni australiani abbiano il diritto di iscriversi e votare alle elezioni federali, rimuovendo le limitazioni rimaste in Queensland, Australia Occidentale e Territorio del Nord. |
| 1962 | L'insurrezione Malaya ha fine. | |
| 1964 | 12–20 giugno | Il tour mondiale dei Beatles del 1964 fa tappa in Australia. |
| 1964 | 10 febbraio | 82 marinai muoiono quando la HMAS Voyager affonda in seguito alla collisione con la HMAS Melbourne. |
| 1964 | Gli editori della rivista OZ vengono accusati di oscenità. | |
| 1964 | Il primo ministro Robert Menzies annuncia la reintroduzione della leva militare obbligatoria per gli uomini dai 18 ai 25 anni. | |
| 1964 | Vengono mandate le prime truppe alla guerra del Vietnam. | |
| 1965 | | Gli australiani aborigeni ottengono il diritto di voto nello stato del Queensland. |
| 1966 | | Il divieto di assumere donne sposate nella pubblica amministrazione del Commonwealth viene revocato. |
| 1966 | 26 gennaio | Robert Menzies si ritira dopo essere diventato il primo ministro più longevo dell'Australia e viene succeduto da Harold Holt. |
| 1966 | 26 gennaio | I bambini di Beaumont Jane (9 anni), Arnna (7 anni) e Grant (4 anni) spariscono da Glenelg Beach. |
|      | 14 febbraio | Decimalizzazione: la valuta australiana viene sostituita con i dollari e i centesimi, con il dollaro australiano al posto della sterlina australiana. |
| 1967 | 3 febbraio | Ronald Ryan diventa la prima persona a essere legalmente giustiziata in Australia. |
| 1967 | 7 febbraio | Gli incendi del martedì nero distruggono ampie aree di Hobart e del sud-est della Tasmania; perdono la vita 62 persone. |
| 1967 | 9 febbraio | Gough Whitlam diventa il leader del Partito Laburista. |
| 1967 | 27 maggio | La costituzione viene cambiata per permettere agli aborigeni australiani di essere inclusi nel conteggio della popolazione e affinché il governo federale possa legiferare per loro. |
| 1967 | Sydney viene scossa da una serie di omicidi brutali da parte della malavita. | |
| 1967 | Talk radio viene introdotta. | |
| 1967 | 17 dicembre | Il primo ministro Harold Holt scompare durante una nuotata a Cheviot Beach, Victoria. |
| 1967 | 19 dicembre | Holt viene ufficialmente dichiarato presumibilmente morto dal governo. Il governatore generale Richard Casey nomina John McEwen come nuovo primo ministro ad interim, fino a quando il Partito Liberale non eleggerà il nuovo leader. |
| 1968 | 10 gennaio | John Gorton sostituisce John McEwen come primo ministro. |
| 1968 | 24 giugno | Il comico britannico Tony Hancock commette suicidio a Sydney. |
| 1968 | 1 luglio | L'Australia firma il trattato di non proliferazione nucleare. |
| 1968 | Il campione di boxe aborigeno Lionel Rose sconfigge Masahiko "Fighting" Harada in Giappone e diventa campione del mondo di pesi gallo. | |
| 1968 | Viene effettuato a Sydney il primo trapianto di fegato dell'Australia. | |
| 1969 | | L'artista concettuale francese Christo 'imballa' Little Bay a Sydney. |
| 1969 | novembre | I rinomati autori e artisti Norman Lindsay e May Gibbs muoiono. |
| 1969 | La produzione australiana del musical rock Hair viene presentata in anteprima a Sydney. | |
| 1969 | I gruppi pop the Easybeats e the Twilights si sciolgono; Tim Burstall dirige 2000 Weeks, il primo film interamente australiano rilasciato sin da Jedda di Charles Chauvel nel 1958. | |
| 1969 | 25 ottobre | Elezione federale australiana del 1969: John Gorton viene rieletto come primo ministro. |
| 1969 | 1970 | Più di 200 000 persone partecipano alla più grade manifestazione della storia australiana, contro la guerra del Vietnam. |
| 1971 | | Neville Bonner diventa il primo aborigeno a diventare membro del Parlamento australiano. |
| 1971 | 10 marzo | John Gorton si dimette da primo ministro e viene succeduto da William McMahon. |
| 1971 | Il tour del 1971 dei Springbok fa nascere proteste per tutta l'Australia. Il premier del Queensland Joh Bjelke-Petersen dichiara lo stato di emergenza in risposta alla protesta. | |
| 1971 | Viene introdotta l'ora legale in Nuovo Galles del Sud, Victoria, Queensland, Australia Occidentale e nel Territorio della Capitale Australiana. | |
| 1971 | I Green ban hanno inizio a Hunters Hill, Sydney e si diffondono per tutto il Nuovo Galles del Sud. | |
| 1972 | | La Commonwealth Conciliation and Arbitration Commission stabilisce che le donne che svolgono lo stesso lavoro degli uomini debbano essere pagate allo stesso modo. |
| 1972 | L'Aboriginal Tent Embassy viene eretta in risposta all'approvazione da parte del governo di coalizione di permessi di ricerca e caseggiati di minatori nelle riserve. | |
| 1972 | Il Queensland abbandona l'ora legale. | |
| 1972 | 2 dicembre | Elezioni parlamentari in Australia del 1972: viene eletto il primo governo laburista dal 1949 sotto la leadership di Gough Whitlam. |
| 1972 | L'Australia riconosce la Repubblica Popolare Cinese. | |
| 1973 | 20 ottobre | Il Teatro dell'Opera di Sydney viene aperto formalmente da Elisabetta II. |
| 1973 | La Politica dell'Australia bianca (stabilita nel 1901) viene ufficialmente smantellata. | |
| 1973 | La guerra del Vietnam finisce. | |
| 1973 | L'età di voto federale viene abbassata da 21 a 18 anni. | |
| 1973 | Gli unionisti salvano l'area storica di Sydney "The Rocks" dalla demolizione introducendo "Green ban". | |
| 1973 | Patrick White diventa il primo australiano a vincere il premio Nobel per la letteratura. | |
| 1974 | | L'"Advance Australia Fair" viene riconosciuta come canzone nazionale dell'Australia, ma non come inno nazionale. |
| 1974 | 24–25 dicembre | Darwin viene distrutta dal Ciclone Tracy. |
| 1975 | | Il Privy Council (Appeals from the High Court) Act rimuove il diritto di appello al Consiglio privato britannico per le decisioni della Corte Suprema. Gli appelli al Consiglio privato diretti dalle Corti Supreme di Stato rimangono fino al 1988. |
| 1975 | 5 gennaio | Il ponte Hobart collassa. Un portarinfuse che viaggia sul fiume Derwent colpisce diversi tralicci sul ponte Tasman, uccidendo un totale di dodici persone. Tra queste, sette erano membri dell'equipaggio della nave e cinque erano persone che viaggiavano su quattro macchine che sono cadute dal ponte nel fiume Derwent.                                                                       |
| 1975 | L'Australia Occidentale diventa il primo Stato dell'Australia a legalizzare l'omosessualita tra adulti consenzienti in privato. | |
| 1975 | Avviene una crisi costituzionale quando Malcolm Fraser fa ritardare le scorte, minacciando di bloccare il governo, fino a quando il governatore generale John Kerr non dimette il primo ministro Gough Whitlam l'11 novembre 1975. Successivamente, Kerr nomina Malcolm Fraser, il leader dell'opposizione, come primo ministro ad interim. | |
| 1975 | 13 dicembre | Elezioni parlamentari in Australia del 1975: Malcolm Fraser vince le elezioni e diventa primo ministro. |
| 1976 | | Il Territorio della Capitale Australiana legalizza l'omosessualità tra adulti consenzienti in privato. |
| 1977 | 18 gennaio | Il disastro ferroviario di Granville porta alla morte di 83 persone. |
| 1978 | 24 giugno | Ha luogo il primo Sydney Gay and Lesbian Mardi Gras. |
| 1979 | | Le donne australiane ottengono il diritto del congedo per maternità. |
| 1979 | Vengono proclamati il Parco nazionale Kakadu e il Parco marino della Grande barriera corallina. | |
| 1980 | 17 agosto | La piccola Azaria Chamberlain scompare da un'area di campeggio a Uluru (Ayers Rock), che sarebbe stata presa da un dingo. |
| 1980 | 18 ottobre | Elezioni parlamentari in Australia del 1980: viene eletta la Coalizione. |
| 1981 | | Viene tenuto un referendum in Tasmania per votare se costruire la diga. |
| 1982 | 30 settembre– 9 ottobre | Vengono tenuti a Brisbane i XII Giochi del Commonwealth. |
| 1982 | Viene aperta la National Gallery of Australia. | |
| 1983 | 16 febbraio | Gli incendi del mercoledì delle ceneri portano alla morte di 71 persone. |
| 1983 | 5 marzo | Elezioni parlamentari in Australia del 1983: Bob Hawke sconfigge Fraser e riporta il partito Laburista al governo. |
| 1983 | 14 – 26 settembre | L'Australia vince l'America's Cup. |
| 1983 | 12 dicembre | Il dollaro australiano viene fatto fluttuare. |
| 1984 | 19 aprile | "Advance Australia Fair" viene proclamato nuovo inno nazionale australiano. |
| 1984 | 1 febbraio | Viene istituito il Medicare. |
| 1984 | 14 maggio | Viene rilasciata la moneta da un dollaro per sostituire la banconota da un dollaro. |
| 1984 | 1 dicembre | Elezioni parlamentari in Australia del 1984: vince il partito Laburista. |
| 1985 | | Il governo garantisce il titolo di proprietà di un'ampia area di terra nel centro dell'Australia, inclusi i siti d'interesse Uluru e Kata Tjuta, al popolo Mutitjulu, che in cambio gli concede una locazione di 99 anni. L'ultimo Stato con ancora la pena di morte (Nuovo Galles del Sud) l'abolisce.                                                                                            |
| 1986 | | L'Australia Act rimuove il diritto di ricorso dalle corti di Stato al Consiglio privato, rendendo la Corte Suprema la corte per l'ultimo appello in Australia. Inoltre, toglie tutti i diritti che erano rimasti al parlamento del Regno Unito di far passare leggi per l'Australia. |
| 1986 | 2 febbraio | Avviene l'omicidio di Anita Cobby a Sydney. |
| 1986 | 27 marzo | Si verifica l'attentato di Russell Street a Melbourne. |
| 1986 | Mr. Crocodile Dundee viene rilasciato in Australia. | |
| 1987 | 9 agosto | La strage di Hoddle Street porta alla morte di sette persone e altre diciannove rimangono ferite. |
| 1987 | 1 dicembre | Sir Joh Bjelke-Petersen si dimette come premier del Queensland dopo diciannove anni. |
| 1987 | 8 dicembre | La strage di Queen Street porta alla morte di otto persone e altre cinque rimangono ferite. |
| 1988 | 26 gennaio | L'Australia celebra il suo bicentenario con ampie celebrazioni e importanti finanziamenti per progetti di opere permanenti. |
| 1988 | 3 settembre | Referendum federali per termini parlamentari di quattro anni, riconoscimento dei governi locali e altri problemi vengono risolti. |
| 1988 | 30 aprile – 30 ottobre | Brisbane ospita l'Expo 1988. |
| 1988 | 9 maggio | Apre il nuovo Palazzo del Parlamento a Canberra. |
| 1989 | | Il terremoto di Newcastle porta alla morte di tredici persone. Il Territorio della Capitale Australiana ottiene l'autoamministrazione. L'incidente d'autobus di Kempsey e l'incidente d'autobus di Grafton portano alla morte di cinquantasei persone. |
| 1989 | Il Queensland dà inizio a un periodo di prova di tre anni dell'ora legale. | |
| 1989 | Rosemary Follett (Partito Laburista Australiano) diventa il primo Primo Ministro del Territorio della Capitale Australiana e la prima donna a diventare capo del governo in uno Stato o territorio australiano. | |
| 1990 | | La Royal Australian Navy viene schierata in preparazione per la prima guerra del Golfo. Carmen Lawrence diventa la prima donna a essere premier di uno Stato australiano. Il Partito Laburista vince le elezioni federali del 1990. |
| 1991 | 4 luglio | Il rinomato cardiochirurgo Victor Chang viene ucciso. |
| 1991 | 17 agosto | Sette persone muoiono nella strage di Strathfield. |
| 1991 | 21 agosto | L'impianto di stoccaggio chimico di Coode Island a Melbourne esplode, lasciando per giorni sulla città una nube tossica. |
| 1991 | 20 dicembre | Paul Keating sostituisce Bob Hawke come 24º primo ministro dell'Australia. |
| 1992 | | La Corte Suprema rende nota la decisione Mabo, la quale stabilisce che il diritto di proprietà nativo indigeno esiste. Ciò estingue concretamente il concetto di terra nullius. Il premier del Nuovo Galles del Sud Nick Greiner si dimette. |
| 1992 | 22 febbraio | Il Queensland tiene un referendum sull'ora legale, che viene rifiutato con un 54,5% di "no". |
| 1993 | 13 marzo | Elezioni parlamentari in Australia del 1993: Keating sconfigge John Hewson; i Verdi Australiani si candidano per la prima volta. |
| 1995 | | Il Territorio del Nord legalizza l'eutanasia volontaria, ma viene respinta dal governo federale quando il deputato moderato Kevin Andrews propone la Euthanasia Laws Bill 1996. |
| 1996 | | La Corte Suprema consegna la decisione Wik, che stabilisce che il diritto di proprietà nativo sopravviva la concessione di licenze di utilizzo. |
| 1996 | 2 marzo | Elezioni parlamentari in Australia del 1996: Il moderato John Howard diventa primo ministro, sconfiggendo Paul Keating dopo un record di tredici anni di governo laburista. |
| 1996 | Il governo Howard porta tutti i territori e Stati australiani a concordare nell'introdurre leggi sulle armi uniformi, in seguito alla morte di 35 persone nel massacro di Port Arthur. | |
| 1997 | | Il deputato moderato espulso Pauline Hanson costituisce il Partito One Nation. |
| 1997 | 1 maggio | La Tasmania legalizza l'omosessualità. |
| 1997 | 30 luglio | Frana di Thredbo del 1997: diciotto persone muoiono quando gli alberghi Bimbadene e Carinya crollano nel villaggio alpino di Thredbo alle 23:30. |
|      | 22 novembre | Michael Hutchence, frontman degli INXS, viene trovato morto nella sua stanza d'hotel. |
| 1998 | | Ha luogo un ampio sciopero in seguito a un tentativo da parte di Patrick Stevedores di introdurre lavoratori non facenti parte dei sindacati per ridurre l'influenza della Maritime Union of Australia |
| 1998 | La Australian Stock Exchange viene demutualizzata e fatta fluttuare come azienda pubblica, diventando il primo mercato azionario del mondo a essere quotato in borsa. | |
| 1999 | 26 agosto | Entrambe le camere del parlamento federale fanno passare una mozione di riconciliazione che indica sia il riconoscimento sia il pentimento per i maltrattamenti causati nel passato agli australiani indigeni. |
| 1999 | 6 novembre | Non ottiene successo un referendum per diventare una repubblica. |
| 1999 | Il governo Howard schiera le forze australiane a Timor Est per guidare la missione INTERFET, in seguito a violenze nate dopo il voto per l'indipendenza del Timor Est. | |
| 2000 | 1 luglio | Il governo Howard introduce l'imposta su beni e servizi. |
| 2000 | 15 settembre– 1 ottobre | I Giochi della XXVII Olimpiade vengono tenuti a Sydney. |

## XXI secolo
| Anno | Data | Evento |
| ---- | --- | --- |
| 2001 | | L'Australia festeggia il centenario come federazione. |
| 2001 | 25 febbraio | Morte di Donald Bradman di 92 anni a Kensington Park, Adelaide, Australia del Sud. |
| 2001 | L'Australia Occidentale adotta un'età del consenso uniforme, fissata a 16 anni.                                                                            | |
| 2001 | Una barca carica di richiedenti asilo viene salvata da una nave norvegese, portando al caso Tampa.                                                         | |
| 2001 | Vengono schierate le forze australiane in guerra per far cadere i talebani dopo aver supportato Al Qaida.                                                  | |
| 2001 | 10 novembre | Elezioni parlamentari in Australia del 2001: John Howard viene rieletto primo ministro. |
| 2002 | 12 ottobre | Attentato di Bali del 2002, l'atto di terrorismo più letale della storia dell'Indonesia, portando alla morte di 202 persone (compresi 88 australiani). |
| 2003 | | Le milizie australiane vengono schierate nella guerra in Iraq per estromettere il regime di Saddam Hussein per inosservanza seriale del trattato di pace della guerra del Golfo del 1991.                                                                                           |
| 2003 | Il Territorio del Nord introduce un'età del consenso uniforme, fissata a 16 anni per tutti.                                                                | |
| 2003 | Il Nuovo Galles del Sud diventa l'ultimo Stato ad avere un'età del consenso uniforme (16 anni).                                                            | |
| 2003 | L'Australia ospita la Coppa del Mondo di rugby, con i padroni di casa che perdono la finale contro l'Inghilterra.                                          | |
|      | 19 settembre | Slim Dusty, musicista e cantante di musica country, muore all'età di 76 anni. |
| 2004 | 9 settembre | Una bomba esplode fuori dall'ambasciata australiana a Giacarta, in Indonesia. |
| 2004 | 9 ottobre | Elezioni parlamentari in Australia del 2004: Howard Government (coalizione Liberale-Nazionale) ottiene il quarto mandato, sconfiggendo Mark Latham e il suo Partito Laburista Australiano.                                                                                          |
| 2005 | Dicembre | Ha luogo una protesta nel sobborgo costiero Cronulla contro il presunto pestaggio di un bagnino, trasformatasi poi in una rivolta di carattere razziale e guidata dal consumo di alcol.                                                                                             |
| 2006 | 15–26 marzo | I Giochi del Commonwealth vengono tenuti a Melbourne. |
| 2006 | 8 settembre | Morte di Peter Brock, 61 anni. |
| 2006 | Le forze australiane vengono nuovamente schierate a Timor Est per aiutare a stabilizzare il paese.                                                         | |
| 2007 | | L'Australia evita la recessione durante la crisi finanziaria globale (fino al 2010). |
| 2007 | 24 novembre | Elezioni parlamentari in Australia del 2007: Kevin Rudd (Partito Laburista Australiano) sconfigge John Howard (coalizione Liberale-Nazionale) e diventa il 26º primo ministro dell'Australia.                                                                                       |
| 2008 | 22 gennaio | Heath Ledger muore a causa di un'overdose accidentale di farmaci di prescrizione. |
| 2008 | 13 febbraio | Kevin Rudd porta il parlamento bipartitico a scusarsi formalmente per la generazione rubata. |
| 2008 | Più lunga ondata di caldo registrata per una capitale australiana ad Adelaide.                                                                             | |
| 2008 | 15–20 luglio | Sydney ospita la Giornata mondiale della gioventù. |
| 2008 | 5 settembre | Quentin Bryce assume l'incarico di governatore generale dell'Australia, diventando la prima donna a ottenere la carica. |
| 2009 | 7 febbraio – 14 marzo | Incendi del sabato nero: incendi boschivi travolgono Victoria, portando alla morte di 173 persone. |
| 2010 | 23–24 giugno | Julia Gillard sfida e sostituisce Kevin Rudd come leader del Partito Laburista e diventa il 27º primo ministro dell'Australia, la prima donna a ottenere tale carica. |
| 2010 | 17 ottobre | Mary MacKillop viene canonizzata come la prima Santa australiana della Chiesa cattolica romana. |
| 2010 | 21 agosto | Elezioni parlamentari in Australia del 2010: l'elezione porta al hung Parliament e a una vittoria stretta di Julia Gillard (PLA) su Tony Abbott (coalizione Lib-Naz); il liberale Ken Wyatt diventa il primo aborigeno a essere eletto nella Camera dei rappresentanti australiana. |
| 2011 | | Il Queensland viene colpito da gravi inondazioni in seguito al ciclone Yasi. |
| 2012 | 1 luglio | Viene introdotto il prezzo del carbonio dal governo Gillard. |
| 2013 | 21 marzo | Julia Gillard si scusa con le vittime delle pratiche di adozione forzata per la rimozione di bambini da principalmente madri single di giovane età. |
| 2013 | 26 giugno | Kevin Rudd sconfigge Julia Gillard in un rovesciamento di governo, 57 voti a 45. Gillard si dimette dal parlamento e Rudd diventa primo ministro. |
| 2013 | 7 settembre | Elezioni parlamentari in Australia del 2013: Tony Abbott sconfigge Kevin Rudd e diventa il 28º primo ministro dell'Australia. |
| 2014 | 14 luglio | Il prezzo del carbonio viene abbassato dal governo Abbott. |
| 2014 | 21 ottobre | Morte di Gough Whitlam, 21º primo ministro dell'Australia. |
| 2014 | 15–16 dicembre | Crisi degli ostaggi di Sydney del 2014. |
| 2015 | 20 marzo | Morte di Malcolm Fraser, 22º primo ministro dell'Australia. |
| 2015 | 15 settembre | Malcolm Turnbull sconfigge Tony Abbott e diventa il 29º primo ministro dell'Australia. |
| 2015 | Viene fondato a Perth il Matagarup Refugee Camp per difendere i diritti degli aborigeni.                                                                   | |
| 2016 | 2 luglio | Elezioni parlamentari in Australia del 2016: Malcolm Turnbull rimane primo ministro dell'Australia. |
| 2017 | Fine luglio | John Cameron dà inizio alla catena di eventi che portano alla crisi di eleggibilità parlamentare australiana del 2017. |
| 2017 | 9 dicembre | Viene legalizzato il matrimonio tra persone dello stesso sesso dal Marriage Amendment (Definition and Religious Freedoms) Act 2017. |
| 2018 | 24 agosto | Scott Morrison succede a Malcolm Turnbull come primo ministro australiano. |
| 2019 | 18 maggio | Elezioni parlamentari in Australia del 2019: Scott Morrison rimane primo ministro dell'Australia dopo una vittoria a sorpresa. |
| 2019 | Ogni Stato e territorio viene colpito da incendi nel corso dell'ultima parte del 2019, portando alla distruzione di 2 600 case e alla morte di 34 persone. | |
| 2020 | 31 gennaio | Il Territorio della Capitale Australiana diventa la prima regione australiana a legalizzare la cannabis per uso ricreativo. |
| 2020 | Marzo-presente | L'Australia subisce lockdown e restrizioni sociali a causa della pandemia di COVID-19. |